# Édouard Parein
Louis Eduard Parein (né à Anvers le 19 décembre 1866 et y décédé le 30 octobre 1925) est un industriel belge, fondateur et dirigeant de la biscuiterie/chocolaterie du même nom.

## Biscuiterie Parein
Louis Eduard Parein fut administrateur dans l'usine de son père Eduard Joseph Parein. En 1890, Eduard Joseph rachète la biscuiterie de Joseph Cordemans à Anvers. Le 16 avril 1895, Eduard et ses 2 fils Louis et Petrus fondent avec Jules Plissart l'usine de biscuits Parein à Anvers. En 1908, Louis Eduard Parein devint administrateur de Biscuits Parein et l'entreprise connut alors un esor avec diverses distinctions internationales.
L'usine fut vendue en 1965 et forma avec l'usine De Beukelaer l'ensemble General Biscuits à Herentals et se retrouva plus tard entre les mains du groupe LU, propriété de Kraft Foods. 
Les biscuits les plus connus de la marque sont Tuc, Cha-Cha, Petit Beurre, Parovita ou Bastogne.

### Sources
- Schoonselhof
- site familial parein